# Přívozec
Přívozec je vesnice, část obce Blížejov v okrese Domažlice v Plzeňském kraji. Nachází se jeden kilometr východně od Blížejova. Je zde evidováno 68 adres. V roce 2011 zde trvale žilo 96 obyvatel.
Přívozec je také název katastrálního území o rozloze 2,98 km².

## Historie
První písemná zmínka o vesnici pochází z roku 1366.

## Obyvatelstvo
| Rok            | 1869 | 1880 | 1890 | 1900 | 1910 | 1921 | 1930 | 1950 | 1961 | 1970 | 1980 | 1991 | 2001 | 2011 | 2021 |
| -------------- | ---- | ---- | ---- | ---- | ---- | ---- | ---- | ---- | ---- | ---- | ---- | ---- | ---- | ---- | ---- |
| Počet obyvatel | 219  | 241  | 248  | 306  | 295  | 326  | 296  | 207  | 224  | 189  | 169  | 125  | 115  | 96   | 128  |
| Počet domů     | 44   | 46   | 47   | 65   | 53   | 46   | 55   | 58   | 58   | 54   | 45   | 55   | 56   | 56   | 54   |

## Obecní správa
Při sčítání lidu v letech 1850–1920 Přívozec byl osadou obce Chotiměř v okrese Horšův Týn.
V letech 1921–1959 byl samostatnou obcí v okrese Horšovský Týn (v letech 1900–1910 Horšův Týn). Od roku 1960 je částí obce Blížejov v okrese Domažlice.

## Pamětihodnosti
- Barokní přívozecký zámek stojí v jihozápadní části vesnice. Postaven byl na místě starší tvrze ve druhé polovině osmnáctého století rodem Dohalských z Dohalic.[10]
- Kaple na bývalé návsi

## Osobnosti
- František Bořek-Dohalský (1887–1951), český šlechtic, velvyslanec v Rakousku, odbojář
- Antonín Bořek-Dohalský (1889–1942), český šlechtic, katolický kněz, kanovník svatovítské kapitoly, odbojář
- Zdeněk Bořek-Dohalský (1900–1945), český šlechtic, odbojář

## Další fotografie

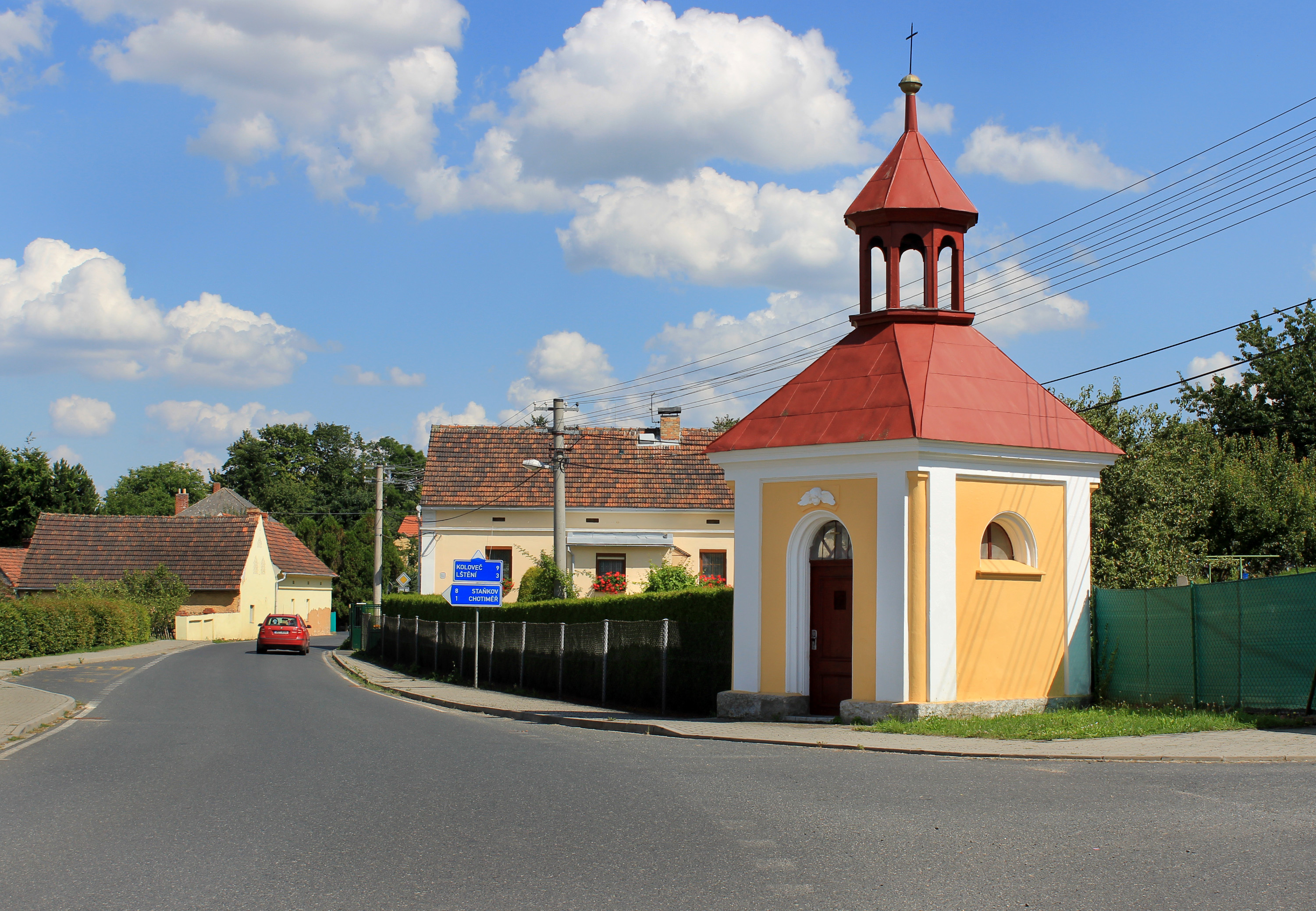
Kaple u silnice
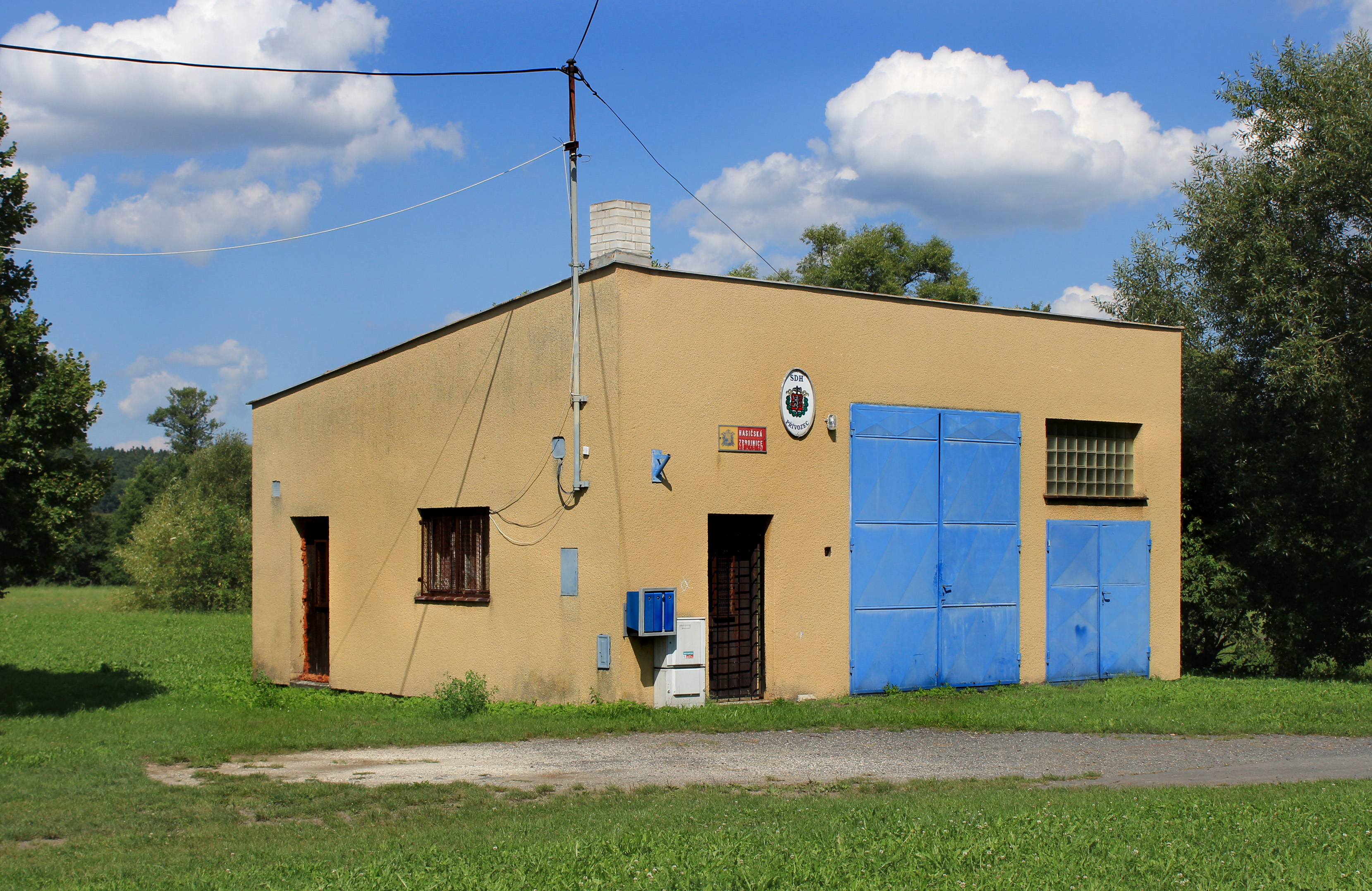
Hasičská zbrojnice
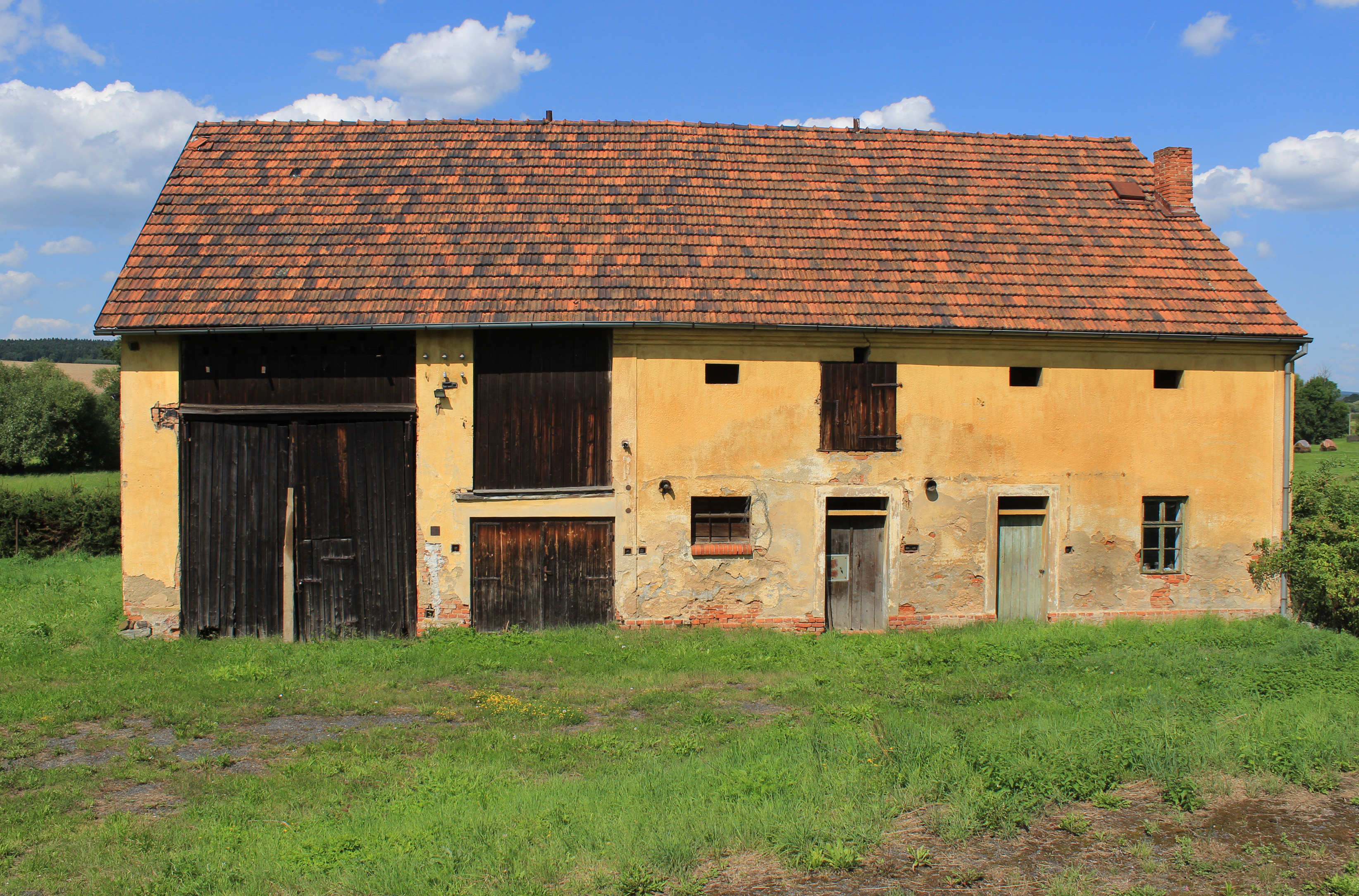
Rozpadající se stodola